# Aphrophora nancyae
Aphrophora nancyae är en insektsart som beskrevs av William Lucas Distant 1908. Aphrophora nancyae ingår i släktet Aphrophora och familjen spottstritar. Inga underarter finns listade i Catalogue of Life.